# Les Aix-d'Angillon
 Les Aix-d'Angillon  es una comuna y población de Francia, en la región de Centro, departamento de Cher, en el distrito de Bourges. Es el chef-lieu del cantón de su nombre, aunque Saint-Germain-du-Puy la supera en población. Está integrada en la Communauté de communes des Terroirs d'Angillon, de la que es la mayor población.

## Demografía
| 1118 | 1246 | 1945 | 2146 | 2160 | 2006 | 1,974 |
| Para los censos de 1962 a 1999 la población legal corresponde a la población sin duplicidades (Fuente: INSEE [Consultar]) |      |      |      |      |      |       |